# هاينز تساندر
هاينز تساندر (بالألمانية: Heinz Zander)‏ (و. 1939  م) هو مؤلف، ورسام توضيحي، وكاتب من ألمانيا، وألمانيا الشرقية.